# Malte Amundsen
Malte Amundsen, né le 11 février 1998 à Næstved au Danemark, est un footballeur danois jouant au poste d'arrière gauche au Crew de Columbus en MLS.

## Biographie

### Débuts professionnels
Né à Næstved au Danemark, Malte Amundsen est formé au HB Køge. Le 23 septembre 2015, il joue son premier match en professionnel à l'occasion d'une rencontre de coupe du Danemark face à l'AC Horsens. Il est titulaire et son équipe s'impose par deux buts à zéro.
Le 23 janvier 2018, Malte Amundsen rejoint le Rosenborg BK. Il joue son premier match le 19 avril 2018, lors d'une rencontre de coupe de Norvège face au SK Trygg/Lade. Il est titulaire et son équipe s'impose par quatre buts à deux.
En juin 2018, il est prêté par Rosenborg à l'Eintracht Brunswick.

### Vejle BK
En janvier 2019, il s'engage au Vejle BK, où il découvre la Superligaen, l'élite du football danois. Il joue son premier match sous ses nouvelles couleurs dans cette compétition, le 9 février 2019, face à SønderjyskE. Il est titulaire et son équipe s'impose par deux buts à zéro. Le club est toutefois relégué lors de cette saison 2018-2019.
Amundsen joue en deuxième division danoise avec le Vejle BK lors de la saison 2019-2020. Le club remonte toutefois aussitôt dans l'élite à l'issue de celle-ci, terminant champion de deuxième division.

### New York City FC
En février 2021, Malte Amundsen rejoint le New York City FC. Il joue son premier match pour New York City lors de la première journée de la saison 2021 de Major League Soccer contre D.C. United. Il entre en jeu à la place de Guðmundur Þórarinsson et son équipe s'incline par deux buts à un. Il inscrit son premier but pour New York City le 26 juillet 2021 face à Orlando City, lors d'une rencontre de MLS. Il délivre également une passe décisive pour Ismael Tajouri-Shradi et participe ainsi à la large victoire de son équipe (5-0).
Au terme de sa première saison avec le club, il remporte la Coupe MLS 2021, entrant en jeu en fin de rencontre lors de la finale face aux Timbers de Portland le 11 décembre 2021.

### Crew de Columbus
Après la blessure de son latéral gauche titulaire, le Crew de Columbus se retrouve en difficulté à ce poste-là. Au dernier jour de la première fenêtre des transferts de la saison 2023, la formation de l'Ohio recrute ainsi Malte Amundsen du New York City FC pour un montant garanti de 400 000 dollars en allocation monétaire.
Amundsen inscrit son premier but pour le club le 18 mai 2023, lors d'une rencontre de MLS face au Los Angeles FC. Il est titularisé et participe à la victoire des siens par deux buts à zéro. Lors de la journée suivante, le 21 mai 2023, Amundsen est de nouveau buteur contre le FC Cincinnati. Il ne peut toutefois pas empêcher la défaite de son équipe par trois buts à deux.

### En sélection nationale
Avec l'équipe du Danemark des moins de 20 ans, Amundsen joue un total de sept matchs entre 2017 et 2019. Il est titulaire dans cinq d'entre eux.
Le 6 septembre 2019, il joue son premier match avec l'équipe du Danemark espoirs face à la Hongrie. Il entre en jeu à la place d'Andreas Poulsen et les deux équipes se neutralisent (0-0).

## Palmarès
Rosenborg BK
- Vainqueur de la Supercoupe de Norvège en 2018

 Vejle BK
- Champion du Danemark de deuxième division en 2019-2020

 New York City FC
- Vainqueur de la Coupe MLS en 2021